# Scheila Gonzalez
Scheila Gonzalez (Los Angeles, Kalifornia, 1971. augusztus 5. –) amerikai, több hangszeren játszó zenész és zenetanár. Szaxofonon, fuvolán, billentyűs hangszereken játszik és énekel, legismertebb a Dweezil Zappával, Alex Acuñával és Ray Parkerrel való együttműködéseiről. Jelenleg tenorszaxofonon játszik a kizárólag női tagokból álló DIVA Jazz Orchestrában, és 2006-os megalapításától a Zappa Plays Zappa együttes teljes jogú tagja.

## Életrajz
Gonzalez négyéves korától zongoraleckéket vett, majd tizenkét évesen váltott szaxofonra. Többféle fafúvós hangszeren játszik, billentyűs hangszeren és énekel. Jelenleg a Santa Susana Performing Arts High School (előadóművészeti középiskola) Dzsesszegyüttesek Igazgatója („Director of Jazz Combos”) a Kaliforniai Simi Valley-ben, ezen túl magánórákat ad, illetve eleget tesz alkalmi koncert- és turnémeghívásoknak.

## Jelesebb fellépései
Gonzalez 2006-os megalapításától a Zappa Plays Zappa együttes teljes jogú tagja, a kritikák egyöntetűen kiemelik a biztos hangszeres tudását és improvizációs képességét. Fellépett tévéműsorokban is (The Tonight Show), kísérte Garth Brooksot vagy a Fekete Zenészek Zenei Díjátadóünnepségén (BET Music Awards) Sheila E.-t. Filmes szereplése is volt, a For Your Consideration című filmben. Tagja volt az Open Fist Theater "Joe’s Garage" című 2008-as előadásában (Frank Zappa „musicalje”) a darabot kísérő zenekarnak.

## Díjak
Gonzalez elnyerte az Új Tehetségek Shelly Manne Emlékdíját (Shelly Manne Memorial New Talent Award), a Los Angelesi díj jelentős elismerés a dzsessz világában. A Zappa Plays Zappa együttes a részvételével nyerte el a 2009-es Grammy-díjat Frank Zappa Peaches en Regalia című számának előadásáért, a Legjobb instrumentális előadás kategóriában.